# Bahram VI

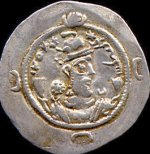
Munt met afbeelding van Bahram VI

Bahram VI of Varahran VI beter bekend als Bahram Cobin. Cobin staat voor groot en slank. Hij was een generaal en later usurpator ten tijde van de Sassanidische sjah Hormazd IV (579-590). Hormazd IV was een zeer achterdochtige koning en wantrouwde de elite van zijn koninkrijk. De Iraanse historicus Tabari beweert dat hij tijdens zijn regeerperiode meer dan tienduizend edelen en religieuze leiders heeft laten executeren.
Bahram Cobin had de reputatie een geniaal militair leider te zijn. Hij had zijn pluimen verdiend tijdens de Byzantijns-Sassanidische oorlog (572-591) en de oorlog tegen de Göktürken, waarbij hij een van de Khans uitschakelde. Toen hij een kleine nederlaag leed tegen de Byzantijnen, schold Hormazd IV hem uit voor "...minder dan een ondankbare vrouw." De maat was vol ! Hormazds' doodsvonnis was getekend. Hormazd werd gevangengenomen, de ogen uitgestoken en vermoord. Zijn zoon Khusro II vluchtte naar Constantinopel. Bahram VI, kroonde zichzelf tot koning en heerste over het rijk van 590 tot 591.
Met hulp van de Byzantijnse keizer Mauricius, heroverde Khusro II de troon. Bahram Cobin vluchtte naar de Göktürken, maar die hadden geen genade voor hem.